# Arrenurus neosuperior
Arrenurus neosuperior är en kvalsterart som beskrevs av Cook 1954. Arrenurus neosuperior ingår i släktet Arrenurus och familjen Arrenuridae. Inga underarter finns listade i Catalogue of Life.